# Costa do Maresme

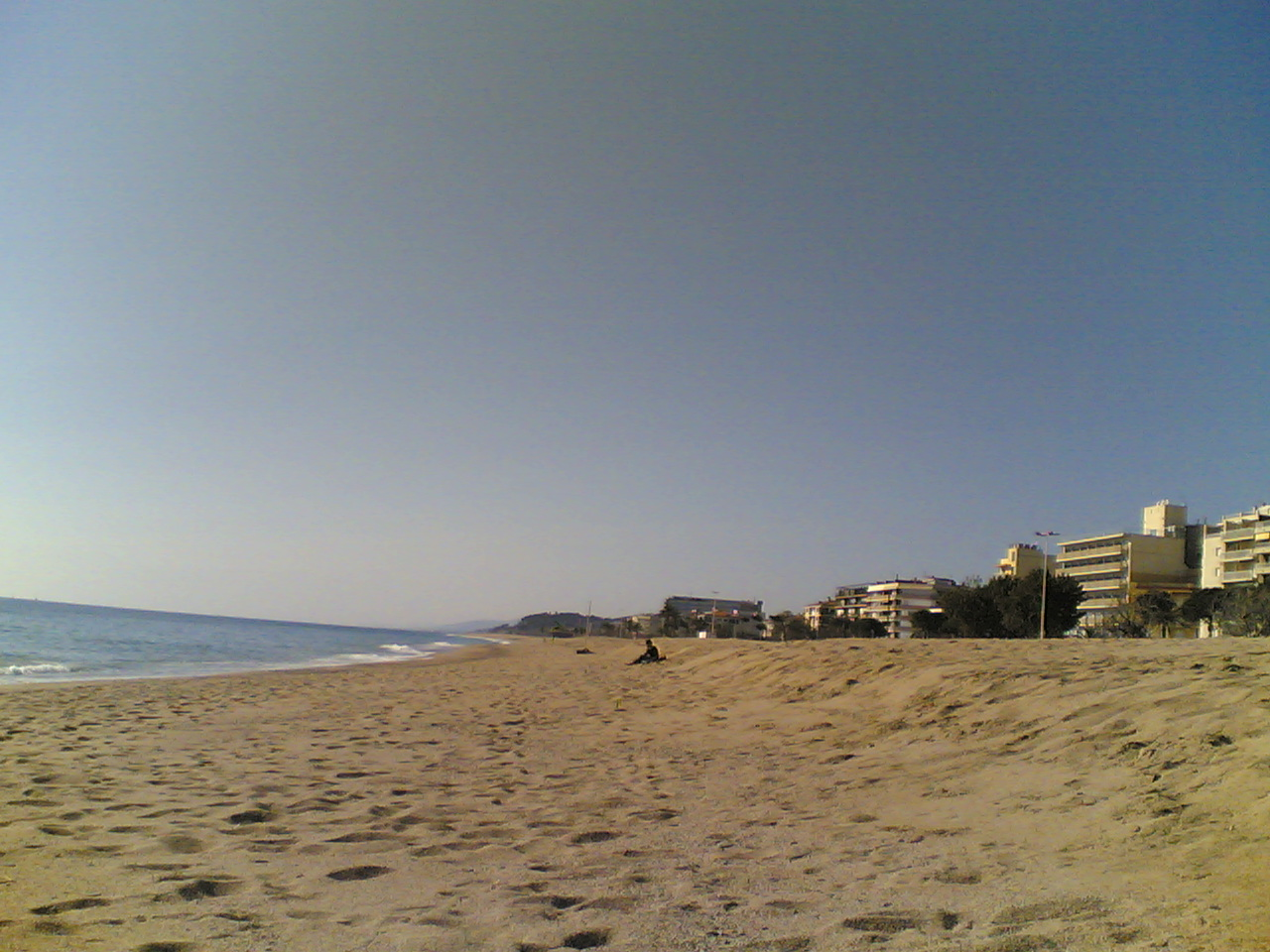
Praia de Pineda de Mar, na costa do Maresme

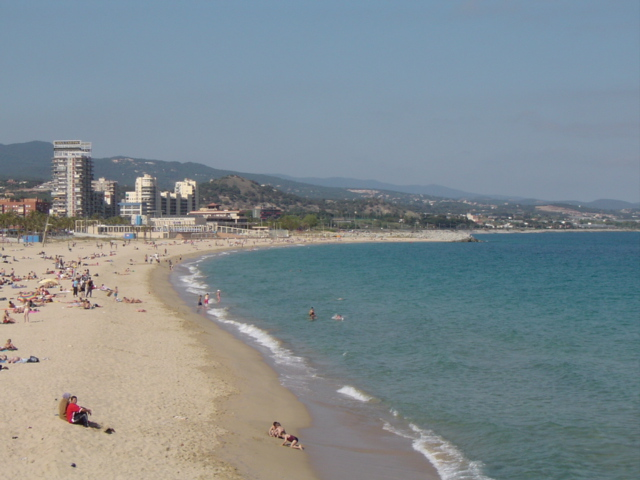
Praia de Mataró

A Costa do Maresme é o nome de carácter turístico atribuído à costa barcelonesa que coincide com o litoral da comarca do Maresme, entre Montgat e a foz do rio Tordera, em Blanes.
A poucos quilómetros a norte de Barcelona estende-se a estreita faixa costeira entre a Cordilheira Litoral, que a protege dos ventos do norte e o mar Mediterrâneo. Identifica-se com longas praias arenosas, atrativas localidades costeiras e núcleos de grande tradição turística.
Graças à suavidade do clima, a luminosidade mediterrânica da paisagem e a sua idónea situação geográfica, é uma zona residencial e turística de primeira importância, acolhendo nos últimos anos parte da sua nova população com origem na cidade de Barcelona que mudou a sua primeira residência para a vizinha comarca do Maresme.
No Maresme, além da tradicional atividade agrícola, centrada sobretudo no cultivo de vinha, floricultura e produtos hortícolas, destaca-se a indústria têxtil. A pesca centra-se em Arenys de Mar, primeiro porto pesqueiro da Costa do Maresme, também existindo instalações portuárias de tipo desportivo como a de El Masnou ou a de Port Balís em Sant Andreu de Llavaneres.
Existem na costa do Maresme localidades pioneiras no desenvolvimento do turismo como Caldes d'Estrac, ou já posteriormente Calella, Pineda de Mar ou Malgrat de Mar no Alt Maresme, ou ainda Santa Susana.